# Grupo de Forcados Amadores da Póvoa de São Miguel
O Grupo de Forcados Amadores da Póvoa de São Miguel é um grupo de forcados sedeado na Póvoa de São Miguel, no município de Moura, no Baixo Alentejo. O Grupo foi fundado a 13 de Setembro de 2003.

## História
O Grupo teve origem num conjunto de aficionados naturais da Póvoa de São Miguel, freguesia do município de Moura, que tem uma longa ligação à tauromaquia. A Póvoa de São Miguel dispõe de Praça de Toiros própria, inaugurada em 1982 e com uma lotação de 1500 lugares. 
Sob o comando do Cabo fundador Reinaldo Fialho, o Grupo fez a sua estreia a 13 de Setembro de 2003 na Praça de Toiros da Póvoa de São Miguel.
O actual Cabo André Batista assumiu o comando do Grupo a 28 de Setembro de 2013, após a despedida das arenas do Cabo fundador Reinaldo Fialho.

## Cabos
1. Reinaldo Fialho (2003–2013)
2. Francisco Paralta (2013–presente)